# Street Symphony
A Street Symphony Monica amerikai énekesnő ötödik kislemeze második, The Boy Is Mine című stúdióalbumáról. A dal az 50. helyig jutott a Billboard Hot R&B/Hip-Hop Singles & Tracks slágerlistán. A zenekari kíséretet az Atlantai Szimfonikus Zenekar biztosította. A dal videóklipjét, melyet Darren Grant rendezett, a BET és az MTV is játszotta.

## Számlista
CD maxi kislemez (USA)
1. Street Symphony (Radio Edit) – 4:03
2. Street Symphony (with rap, feat. Majic) – 4:17
3. Street Symphony (Cyptron Zone III Remix) – 4:15
4. Street Symphony (Album Version) – 5:36

CD maxi kislemez (Cyptron Zone III remixek)
1. Street Symphony (Radio Edit) – 4:03
2. Street Symphony (Extended Version) – 5:14
3. Street Symphony (Cyptron Zone III Remix) – 4:15

12" maxi kislemez (USA, promó)
1. Street Symphony (Cyptron Zone III Remix) – 4:15
2. Street Symphony (Extended Version) – 5:14
3. Street Symphony (Radio Edit) – 4:15
4. Street Symphony (Instrumental) – 4:16
5. Street Symphony (A cappella) – 4:09

## Helyezések
| Slágerlista (1999)                  | Legmagasabb helyezés |
| ----------------------------------- | -------------------- |
| USA Billboard Hot 100               | 120                  |
| USA Billboard Hot R&B/Hip-Hop Songs | 50                   |
| USA Billboard Rhythmic Top 40       | 27                   |